# Björkiträsket
Björkiträsket är en sjö i Kalix kommun i Norrbotten och ingår i Kalixälvens huvudavrinningsområde. Sjön har en area på 0,0434 kvadratkilometer och ligger 85,3 meter över havet.

## Delavrinningsområde
Björkiträsket ingår i det delavrinningsområde (735639-180776) som SMHI kallar för Mynnar i Morjärvsträsket. Medelhöjden är 106 meter över havet och ytan är 39,34 kvadratkilometer. Räknas de 4 avrinningsområdena uppströms in blir den ackumulerade arean 98,32 kvadratkilometer. Grundträskån som avvattnar avrinningsområdet har biflödesordning 2, vilket innebär att vattnet flödar genom totalt 2 vattendrag innan det når havet efter 49 kilometer. Avrinningsområdet består mestadels av skog (82 procent) och sankmarker (13 procent). Avrinningsområdet har 0,04 kvadratkilometer vattenytor vilket ger det en sjöprocent på 0,1 procent.